# جانی نیمان
جانی نیمان (انگلیسی: Joni Nyman؛ زادهٔ september ۵, ۱۹۶۲ (۶۲ سال)) ورزشکار بوکس اهل فنلاند است.
وی در مسابقات کشوری و بین‌المللی در مجموع برندهٔ ۱ مدال نقره، ۱ مدال برنز شده‌است.